# Брезоаєле
Брезоаєле (рум. Brezoaele) — село у повіті Димбовіца в Румунії. Адміністративний центр комуни Брезоаєле.
Село розташоване на відстані 31 км на північний захід від Бухареста, 45 км на південний схід від Тирговіште, 120 км на південь від Брашова.

## Населення
За даними перепису населення 2002 року у селі проживали 1702 особи.
Національний склад населення села:
| Національність | Кількість осіб | Відсоток |
| -------------- | -------------- | -------- |
| румуни         | 1697           | 99,7%    |
| цигани         | 5              | 0,3%     |

Рідною мовою назвали:
| Мова      | Кількість осіб | Відсоток |
| --------- | -------------- | -------- |
| румунська | 1697           | 99,7%    |
| циганська | 5              | 0,3%     |